# Delabole
Delabole är en by och en civil parish i Cornwall distrikt i Cornwall grevskap i England. Byn är belägen 45,6 km 
från Truro. Orten har 1 798 invånare (2015). Byn nämndes i Domedagsboken (Domesday Book) år 1086, och kallades då Deliau/Deliou. Civil parishen inrättades den 1 april 2021.